# Capitão Marvel Jr.
Capitão Marvel Jr. (Frederick "Freddy" Freeman) é um super-herói que aparece nos quadrinhos americanos publicados pela DC Comics. Um membro da equipe de super-heróis da Família Marvel/Shazam associada ao Capitão Marvel/Shazam, ele foi criado por Ed Herron, C.C. Beck e Mac Raboy, e apareceu pela primeira vez em Whiz Comics #25 em dezembro de 1941.

Nos quadrinhos originais da Fawcett Comics e na continuidade da DC, o alter ego do Capitão Marvel Jr. era Freddy Freeman, um jornaleiro deficiente salvo pelo Capitão Marvel do vilão Capitão Nazista. Para salvar a vida do menino moribundo, o Capitão Marvel compartilha seus poderes com Freddy. Ao dizer o nome "Capitão Marvel", Freddy se transforma no Capitão Marvel Jr., uma versão azul fantasiada de si mesmo possuindo poderes de força sobre-humana, velocidade, sabedoria e muito mais. Junior derivou seus poderes do próprio Capitão Marvel, enquanto os outros Marvels derivaram seus poderes do mago Shazam. Ao contrário do Capitão Marvel, Junior permaneceu um adolescente em seu estado transformado.
A maxi-série Trials of Shazam!  publicada de 2006 a 2008 apresentou Freddy Freeman passando por seis testes para provar que é digno de suceder o Capitão Marvel, que assume o posto do mago Shazam na Pedra da Eternidade. Após a conclusão das provas, Freddy assumiu o nome de super-herói Shazam. Após o reboot dos Novos 52 da DC em 2011, Freddy Freeman - agora loiro em vez do tradicional jovem de cabelos escuros - aparece nas publicações atuais da DC Comics como um dos irmãos adotivos de Billy Batson e, por capricho de Billy, pode compartilhar os poderes do Shazam e se tornar um adulto. 
Freddy Freeman fez sua estreia em live-action no filme Shazam! (2019), interpretado por Jack Dylan Grazer e Adam Brody como adolescente e super-herói adulto, respectivamente. Grazer e Brody retornam em Shazam! Fury of the Gods (2023).

## Histórico
Freddy Freeman acompanhava seu avô em uma trivial pescaria quando ambos foram atacados pelo temível Capitão Nazista, durante uma batalha entre Capitão Marvel e Mary Marvel. O avô de Freddy foi morto e Freddy atingido por uma rajada do Capitão Nazi. Billy e Mary Batson solicitaram ao Mago Shazam que restaurasse a saúde de Freddy. O mago disse que seu poder não poderia fazer nada. Os irmãos Marvel entenderam: Cabia a eles ajudar Freddy. Então os irmãos doaram uma porção do poder de Shazam para Freddy, permitindo que o mesmo, ao pronunciar “Capitão Marvel”, transformar-se em Capitão Marvel Júnior.
Capitão Marvel Júnior continuou agindo em Fawcett City junto aos outros Marvels. Embora usasse o codinome de Capitão Marvel Júnior, Freddy adotou o apelido de CM3.
Na série de 1970, foi definido que o Kid Eternidade era irmão do Capitão. O personagem, inominado até então, recebeu o nome de Christofer "Kit" Freeman. Essa fase é pré-Crise Nas Infinitas Terras. Não se sabe se a versão atual do Kid Eternidade ainda tem esses laços familiares, embora ainda se chame Kit Freeman. Vale lembrar que o Kid Eternidade foi colocado na Terra S mas pertencia a outra editora (Quality Comics), não à da Família Marvel (Fawcet Comics).
Freddy ajudou os Titãs a libertarem Supergirl e Limite da organização sinistra conhecida como “A Veia”, determinada a eliminar qualquer rastro alienígena na Terra. Após este evento, Loren Júpiter decidiu desfazer o time, mas Argenta decidiu reunir o grupo mais uma vez. Uma série de heróis pretendia se juntar ao grupo. CM3 estava entre eles. “A Veia” aproveitou a oportunidade e decidiu atacar a equipe. Os Titãs ficaram impressionados com o heroísmo de Freddy e o aceitaram como membro. Freddy, neste período, se interessou por Argenta. Embora tenham saído juntos uma só vez, o encontro foi um desastre. Em seguida, o grupo se desfez oficialmente.
Freddy ajudou os Titãs em outras circunstâncias, como quando enfrentaram o Império Technis e contra Dr. Luz, recentemente. Após o confronto com o Império Technis, Matt Logan, primo de Garfield Logan, idealizou um grupo de Titãs na Costa Oeste dos E.U.A. Sob a relutante aceitação de Gar em participar dos então Titãs L.A., alguns heróis se juntaram ao grupo, composto por: Mutano, Labareda, Arauto, Abelha, Capitão Marvel Jr. Terra, Hero Cruz e Bushido. Mas o grupo nem chegou a existir realmente. CM3 continuou ajudando os Marvels em Fawcett City, mas ajudava os Titãs quando solicitado. Recentemente, CM3 se juntou aos Renegados. Após os eventos de “Crise Infinita”, Freddy juntou-se novamente aos Titãs, mas sua permanência no grupo foi curta.

## Poderes
Ao pronunciar “Shazam.”, Freddy se transforma em CMJ (Capitão Marvel Jr). Ele possui uma porção do poder de Shazam: a sabedoria de Salomão; a força de Hércules; a coragem de Aquiles; o poder de Zeus; a resistência de Atlas e a velocidade de Mercúrio. Quando Billy e Mary não estão usando seus poderes, Freddy detém todo o poder de Shazam.

## Elvis Presley
O cantor Elvis Presley era um grande fã do Capitão Marvel Jr. e estilizou seu corte de cabelo de marca registrada após o personagem de quadrinhos e algumas das roupas de palco de Elvis (com uma meia capa semelhante às usadas pelos Marvels) e seu logotipo TCB (com uma insígnia de raio no estilo Marvel) também mostram inspiração de Capitão Marvel Jr. A coleção de revistas em quadrinhos do Capitão Marvel Jr. da infância de Elvis ainda está no sótão de sua propriedade Graceland em Memphis, Tennessee, com uma cópia de Captain Marvel Jr. #51 (1947) colocada na mesa na recriação de seu quarto de infância no complexo habitacional Memphis' Lauderdale Courts.
Em referência à admiração de Elvis pelo personagem, o Capitão Marvel Jr. costuma ser mostrado como um fã de Elvis ou inspirado por Elvis. Em Teen Titãs vol. 3 #23, o Capitão Marvel Jr. revela ser um grande fã de Elvis Presley. O narrador (Superboy) afirma que "Ele está bem, só um pouco retrô demais para o meu gosto. Adora toda aquela porcaria de rockabilly. Camisas flamejantes e fivelas de cinto de dados quentes." O próprio Capitão Marvel Jr. cita Elvis, (a quem ele se refere como "o maior filósofo moderno"), com a frase "Faça o que é certo para você, desde que não machuque ninguém", à qual Rapina (Holly Granger) afirma imediatamente que gosta mais do baixista do Sex Pistols, Sid Vicious, como modelo.

## Outras versões
Revista Bravo
Em abril de 1950, a revista belga Bravo publicou sua própria versão do Capitão Marvel Jr., desenhada por Albert Uderzo, mais tarde conhecido como o artista de Asterix. Nesta versão Freddy Freeman, embora aleijado, tenta salvar a vida do doutor Satano que construiu uma máquina projetada para ajudá-lo a dominar o mundo, mas tem causado uma série de explosões em seu laboratório. A máquina dá os superpoderes e as roupas azuis do Capitão Marvel, tanto para Freddy e Satano e tornam-se inimigos jurados.
Kingdom Come
Uma versão adulta do Capitão Marvel Jr. aparece como um personagem de fundo na minissérie Kingdom Come por Mark Waid e Alex Ross. Neste futuro alternativo, Junior agora atende pelo nome de Rei Marvel, e se assemelha a Elvis Presley. Mary Marvel, agora é chamada de Lady Marvel, é sua esposa, e os dois têm um filho superpoderoso chamado Whiz, em homenagem a revista Whiz Comic.
"Titans Tomorrow"
Neste futuro, o adulto Freddy Freeman tomou o manto Capitão Marvel e é membro do Titãs da Costa Leste. Está implícita que ele competiu com o Superman (Conner Kent) pelo amor de Cassandra Sandsmark (a nova Mulher Maravilha).